# Asociación Civil Club Deportivo Mineros de Guayana
Maillots
Actualités
L'Asociación Civil Club Deportivo Mineros de Guayana est un club de football vénézuélien basé à Ciudad Guayana. Le club est fondé en 1981 et joue ses matchs à domicile à l'Estadio Polideportivo Cachamay, qui a une capacité de 41 600 spectateurs. L'AC Mineros de Guayana remporte le championnat de football vénézuélien en 1989. Il joue actuellement en Primera División, la première division du Venezuela .

## Histoire
L'AC Mineros de Guayana est fondé le 11 novembre 1981 sous le nom de Club Deportivo Mineros de Guayana dans la ville de Ciudad Guayana, dans l'est du Venezuela. Après avoir joué dans les ligues inférieures pendant les premières années, il intègre la Segunda División, dans laquelle le club termine premier en 1985 et est promu pour la première fois en Primera División. Le Mineros de Guayana remporte en 1989, quatre ans seulement après sa promotion, son premier titre de champion, après avoir remporté en 1984 sa première coupe nationale, la Copa Venezuela.
En raison des succès remportés en championnat, le Mineros de Guayana a également participé à quelques reprises à la Copa Libertadores, par contre toutes ses participations n'ont pas été très fructueuses, le club ne réussissant souvent pas à se qualifier pour la phase de groupes. Lors de la Copa Libertadores 1990, il termine quatrième de la phase de groupes. Le plus grand succès du club au niveau continental a probablement été d'atteindre les quarts de finale de la Copa CONMEBOL 1995 (l'ancêtre de la Copa Sudamericana).

## Palmarès
- Championnat du Venezuela
  - Champion : 1989

- Coupe du Venezuela
  - Vainqueur : 1985, 2011 et 2017

- Championnat du Venezuela de deuxième division
  - Champion : 1982

## Personnalités

### Entraîneurs
- 1997-1998 :  Mario Kempes
- 2006-2007 :  César Farías
- 2007-2008 :  Álvaro Gómez
- 2008 :  Stalin Rivas
- 2008 :  Alí Cañas
- 2008-2009 :  Del Valle Rojas
- 2009-2010 :  José Hernández
- 2010- :  Manuel Plasencia